# Mario Carli
Mario Carli (30 de diciembre de 1888 - 9 de septiembre de 1935) fue un poeta, novelista, ensayista, diplomático y periodista italiano.

## Biografía
Carli nació en San Severo, Apulia, de padre florentino y madre apuliana. Se educó en Florencia, donde conoció a Filippo Tommaso Marinetti en los años 1910, y se adhirió al futurismo como miembro de los llamados pattuglia azzurra (pelotón azul). Después de luchar en la Primera Guerra Mundial, se unió a los Arditi y participó junto a Gabriele D'Annunzio durante la empresa del Fiume en 1919. Después Carli apoyaría a los militantes antifascistas Arditi del Popolo creado en 1921.
Triunfó después como periodista y se adhirió, al movimiento fascista de Benito Mussolini casi desde su fundación; él y su amigo Emilio Settimelli publicó el periódico L'Impero (El imperio). Sin embargo, intentó siempre ser un disidente y se unió al ala de los considerados "fascistas de izquierda". En los 1930, Carli fue cónsul general de Italia en Porto Alegre, Brasil.

## Obra
Carli escribió sobre todo, produciendo obras como la novela experimental Retroscena (Antecedentes; 1915), y la memoria Con d'Annunzio a Fiume (Con Annunzio en Fiume; 1920). En 1923 publicó La mia divinità (Mi divinidad), un texto donde recopila su obra poética, con pequeños poemas en prosa donde descata Notti filtrate (Noches flitradas), una obra pre-surrealista de importancia.
Su obra expresa su alegría de vivir, su energía, y su esfuerzo egoísta para realizarse a sí mismo contra la adversidad.